# Batalha de Gergóvia
Batalha de Gergóvia foi uma batalha travada em 52 a.C. em Gergóvia, na Gália, o principal ópido (cidade fortificada) dos arvernos, entre as forças romanas lideradas pelo procônsul Júlio César, e as tribos gaulesas, lideradas por Vercingetórix, durante as Guerras Gálicas. A vitória foi gaulesa.
Acredita-se que o local da batalha seja Merdogne, atualmente chamada de Gergovie, uma vila localizada numa colina na cidade de La Roche-Blanche, perto de Clermont-Ferrand, na região centro-sul da França. Algumas muralhas e aterros do período pré-romano ainda são visíveis no local.

## Contexto
Assim como muito da história primitiva da Gália, o que sabemos das Guerras Gálicas é baseado principalmente na obra "De Bello Gallico", do próprio Júlio César. Nenhum relato gaulês sobreviveu.
Segundo ele, Vercingetórix havia sido expulso de Gergóvia. No inverno de 53 a.C., enquanto César ainda juntava suas forças para atacar os gauleses, ele atacou a cidade. César afirma que este ataque deixou-o numa posição difícil entre manter suas forças em segurança durante o  inverno, mas revelando uma fraqueza romana por não defender seus aliados, os éduos, com o risco de perder seu apoio, ou atrair Vercingetórix para a batalha sob o risco de acabar com seus suprimentos. Apesar dos riscos, César resolveu lutar.
Deixando duas legiões e sua caravana de suprimentos em Agedinco (moderna Sens), César liderou suas demais legiões para tentar libertar Gergóvia. Seus cercos de Velaunoduno, Genabo e Novioduno Bitúrigo (Neung-sur-Beuvron) no trajeto fizeram com que Vercingetórix levantasse o certo para ir ao encontro dos romanos numa batalha em Novioduno, vencida por César. Os romanos em seguida cercaram e capturaram Avárico e trouxeram sua linha de suprimentos até ali.
César em seguida partiu para Gergóvia, um movimento antecipado por Vercingetórix. a cidade ficava numa elevação de mais de 350 metros acima da planícia circundante, num platô de aproximadamente 2500 metros de comprimento por 500 de largura. Era uma posição vantajosa para a defesa, pois havia apenas uma entrada que podia ser defendida por uma tropa pequena.
Contando com isso, Vercingetórix cruzou o rio Elave e passou a espelhar os movimentos de César na margem oposta, destruindo todas as pontes para impedir que os romanos cruzassem o rio, com o objetivo de, presumivelmente, destruir o máximo possível das forças romanas à cada tentativa. Percebendo o plano dos gauleses, César planejou um engodo e cruzou bem em frente às tropas de Vercingetórix: numa noite, acampado perto da cidade de Varennes, onde antes havia uma ponte, destruída pelos gauleses, César dividiu suas forças em duas partes, uma com dois-terços e outra com um terço de suas tropas e mandou a tropa maior marchar para o sul organizada em 6 coortes, simulando uma legião completa, o que enganou Vercintórix, que seguiu o grupo maior. Com o grupo que ficou para trás, César rapidamente reconstruiu a ponte e conseguiu cruzar o rio. O grupo maior então recuou e conseguiu se reunir com as tropas em Varennes, completando a travessia. Ao perceber que havia sido enganado, Vercingetórix partiu rapidamente para o sul na tentativa de alcançar Gergóvia antes de César.

## Batalha
Cinco dias depois, César chegou em Gergóvia e rapidamente percebeu que um ataque frontal à cidade elevada seria muito arriscada. Ele decidiu então contar com as táticas de cerco romanas, muito superiores. César também descobriu que havia uma pequena colina defendida pelos gauleses que era essencial para a defesa da cidade, pois dali eles conseguiam obter água, milho e forragem para os animais.
A colina foi tomada num raide noturno e rapidamente ocupada por duas legiões. César então ligou este novo acampamento ao acampamento principal escavando uma trincheira dupla, com quatro metros de largura, e um parapeito. O resultado foi uma murada que impedia que os gauleses conseguissem suprimentos, muito necessários na cidade, obrigando os gauleses a viverem de um riacho que abastecia a cidade.
Durante o cerco, nobres éduos foram corrompidos por emissários de Vercingetórix, seja pelo ouro ou pelas mentiras que ele contou sobre as conquistas de César (assim informa César, pelo menos). César já havia antes firmado um acordo com eles para que 10 000 éduos vigiassem suas linhas de suprimentos, mas Vercingetórix convenceu o chefe deles, Convictolitavis, que havia sido alçado ao posto pelo próprio César, a enviar estes mesmos homens para ele quando chegou ao ópido. Os éduos atacaram os romanos que estavam junto dos suprimentos e deixaram César numa posição embaraçosa.
Com os suprimentos ameaçados, César retirou quatro legiões do cerco, envolveu o exército éduo e o aniquilou. Apesar disso, grande parte da Gália sob controle dos éduos se revoltou e muitos romanos foram massacrados no período seguinte. Ao invés de sufocar a revolta, César foi forçado a retornar para Gergóvia pois as duas legiões que ele havia deixado no local estavam tendo muita dificuldade em manter as tropas de Vercingetórix, muito maiores, confinada.
César então percebeu que seu cerco fracassaria se ele não conseguisse forçar Vercingetórix de sua posição elevada. Ele utilizou uma legião como isca enquanto as demais se movimentavam para uma posição melhor, capturando três acampamentos gálicos no percurso. Em seguida, César ordenou uma retirada geral para tentar atrair Vercingetórix, mas um problema de comunicação fez com que a ordem de César não fosse ouvida por toda a sua força que, ao invés disso, inflamada pelos acampamentos capturados, seguiu adiante em direção à cidade e tentou atacá-la frontalmente. O barulho foi tão grande que Vercingetórix voltou. Mas o resultado foi desastroso: 46 centuriões e 700 legionários morreram e mais de 6 000 foram feridos, só do lado romano, com algumas centenas de mortos e feridos entre os gauleses.
Como resultado, César levantou o cerco e avançou sobre o território dos éduos.